# みーたん (漫画)
『みーたん』は、友美イチロウによる日本の漫画作品。双葉社の月刊雑誌『コミックハイ!』にて新創刊号（2005年5月号）から2009年5月号まで連載された。

## 概要・特徴
象徴的なまでに典型的なオタク青年・上原新人と笑顔で辛辣な毒舌を放つ全裸少女姿の地底人・みーたんの日常を描くギャグ漫画。月刊『コミックハイ!』新創刊時より連載開始、毎号巻末に収録される通常8ページの短編漫画で編集者による欄外コメント（煽り）によれば「読者アンケートで“つまらない漫画”3年連続第一位（2008年1月現在）」。
いわゆるオタクネタがほとんどで、インターネットスラングやオタク文化の知識が必要な表現も多用される。しかしながらオタクに迎合的な作品ではなく、むしろ批判的な主張も強い。また、随所に様々な他作品のパロディも見られる。
作品の特異性も去ることながら編集者による煽りにも特色があり概ね作者に対して攻撃的、批判的なコメントが述べられている。本作はタイトルページの大ゴマが人物のアップとふきだしで埋められる傾向があり、これについて第9・10話の煽りにて「タイトルロゴの入る位置を考えて描け」といったコメントが出されたが第11話でも同様の描き方であったためその回のタイトルはわざとロゴを人物の顔に重ねて入れるといったことも見られた。第22話で「通勤地獄覇王伝 第一部」が（実質その1話のみで）終了してからは、まるで本誌で終了した作品であるかのように扱われていた。次の2007年6月号表紙において友美の名前がマジックで潰されたようになっており、また本編の作者名が「大便モレタロウ」（ウンコモレタロウ）に改名された。さらに第24話以降では作者名は戻ったもののタイトルがロゴを含めて「むーたん」（第24話）や「かーちゃん」（第25話）、「ぴーたん」（第26話）に変更された。いずれも目次や次回予告、さらに『メンズヤング』など同社他誌における『コミックハイ!』の広告などにまで手が加えられていたが第27話ではようやく元のタイトル「みーたん」に戻った。第29話にて突如「最終回」を宣言。しかし“第2巻収録分にあと1話足りなかったため”、第30話にて再度「最々終回」を宣言した。しかしながら、本誌次号予告や双葉社の同誌ホームページなどでは継続が予定されていた模様。

## あらすじ
世の中に絶望し、練炭自殺を決行しようとしていたオタク青年・上原新人の前に地下から全裸少女が現れた。地底人のみーたんと名乗る彼女はガス爆発により実家を失った新人のマンションに居候することになり引きこもりニートの新人の代わりにオタク達と交流、世の中をナメている彼らに笑顔で鋭い毒舌を浴びせかける（しかし、決して見下した視線ではない）。

## 登場人物
みーたん
地底人。見かけは全裸の幼児体型少女だが、これが真の姿であるかどうかは不明。当初つるはしを持って地下を掘り進んでおり、上原家の地下にあった水道管を破ったために噴出した水流に乗って新人の部屋の床下から現れた。このとき同時に破ったガス管から漏れたガスが引火爆発し上原家が大破、その後、新人のマンションで居候することになった。非常に大食らいで暇な時はいつも何か食べている。引きこもりの新人の代わりに外出しては彼が要望する買い物などを行ったり彼が招待される会合などに出席するが、太陽光に弱いため外出時には口と目元に穴が開いた全身を覆う布を被りその上からサングラスをかけている。当初から新人と会話が出来る程度にはオタク文化も知っていたが、彼の代理として外出しオタク仲間との交流をするうちに徐々に精通している。ただし彼らの生き方に対しては正論的な立場からかなり批判的見方もしており、何かにつけ彼らに対して鋭い毒舌をそれもいつもの満面の笑みで言い放つ（第13話辺りからほぼ表情が笑顔に固定される）。実は貧乳であることにコンプレックスを抱いているらしい。なお第6話では“二次元からあらゆるものを引き出せる”「二次元ポケット」を披露したり、第12話の同窓会では簡単な変装で新人に成りすまして出席したり、さらに第19話では布を被っていてさえ新人の中学時代の親友に新人と間違われるなど不思議な能力を持っている模様。年齢は、第4話時点で自称16歳。
上原 新人（うえはら あらひと）
引きこもりでニート、さらにオタクと3拍子揃った青年。みーたんをはじめ、他の登場人物からは「ニート」と呼ばれている。ボサボサ髪を後頭部で縛りゲジゲジ眉毛に太い縁の眼鏡をかけ、年中顔文字のようなものが描かれたトレーナーという冴えない姿をしている。中学では成績も良かったがエリート高校ではオタク仲間に恵まれず孤立、高3の夏休み明けから登校拒否の末、卒業前に中退しみーたんによって実家が爆破されるまでの3年間外出したことが無く転居してからも外出のエピソードはほとんど無い。現在は実家建て直しまでの間、マンションで親とは別居している。実家が裕福で、月々の生活費などは多額の仕送り（45万円）で賄っている。趣味は自らネット依存症と称するほどのネットワーカーであり他にエロゲでオナニー、イラストが萌えるラノベ鑑賞など。第16話ではネトゲユーザーでもあることを窺わせる。「三次元（なまみ。現実世界の女性）女には興味が無い（恋愛対象はゲームなど二次元に限る）」とする考えの様だが第12話で同窓会に代理として出席したみーたんが同級生の女性・山川に対して同様のことを言って帰宅した際には狼狽するなど、現実の女性との恋愛も必ずしも拒絶する立場ではないらしい。年齢は連載開始時18歳、連載中に引きこもりのまま成人式を迎えた。
ぴーたん
見かけは顔立ちや幼児体型がみーたんそっくりで茶髪のみーたんに対して黒髪で頭頂部にリボンを着けており、全裸ではなくスカート一丁。ただし、みーたん同様これが真の姿であるかどうかは不明。また会話もタメ口のみーたんに対し丁寧な口調だが言っていることはみーたんと変わらず、オタクに攻撃的な内容である。第26話から唐突にみーたんと共に新人のマンションで居候することになった。
音成 響子（おとなり きょうこ?）
新人のマンション隣室の住民。豊満なバストと長い黒髪を持つ女性であるが、内心は打算的。第5話で初登場したが、そのときは“風呂上りに転んだ拍子にお尻で壁を突き破った”風を装ってわざと壁に穴を開けて新人に近づいた。彼がマンションで一人暮らしをしていることから財力があると考え、接近を試みている。第9話で新人に対し「おねーさんが」との発言があり、彼より年上らしい。
有奈 みん（ありな? みん）
自称“カリスマアキバ系ストリートアイドル”のボクっ娘。17歳と称しているが、実は23歳（初登場時）。満員電車内で携帯電話を使っていて男性から強く注意された折に変装したみーたんに助けられ好感を持ち、その後を尾けて上原家に押しかけた。響子とは別の意味で計算高く、バレンタインデーには倍返しのプレゼントを期待してチョコレートを持参した。彼女の登場時のエピソードは『電車男』のパロディである。なお、著者公式サイトにて「オマケ」として作中で彼女が歌っている歌を聴くことが出来る。
ツトム
新人同様の“引きこもりオタニート”。眼鏡をかけ、おかっぱ頭の肥満男性。新人同様に部屋に引きこもり、母親・ママンにエロゲを買いに行かせるなどしている32歳（初登場時）。第18話にて外出させようと試みたママンに対して「彼女を連れて来い」と要求、自宅にやってきたみーたんとデートを試みる。何かにつけ母親を殴りつける。
ママン
ツトムの母親。第13話で電気街へ新人の代わりにエロゲを買いに来ていたみーたんのすぐ前に並んでいて彼女と知り合う。息子・ツトムの代理としてエロゲを買う機会が多かったと見え、複数の初回特典版ゲームから特典だけを抜いて売る方法や特典に関する注文など本人並にうるさくなっていた。このときみーたんと仲良くなり、第18話でみーたんにツトムとのデートを要請する。
オタリーマン
ママン同様に第13話で電気街へエロゲを買いに来ていたみーたんの後ろに並んでいた、頬のこけたサラリーマン。ママンや同様に息子の代理として並んでいたババン（老婆）と共にみーたんと行動を共にした。第15話では“脱オタファッション”のために服飾店へ行くが過干渉な母親に悩まされ、そこでみーたんと再会する。

## 出版関連エピソード
既刊単行本全巻通してのエピソード
この作品の単行本では通常は収録の際に削除される煽りや余白広告をそのまま収録しており、またページ数表記も雑誌掲載時そのままのものが記載されており、各話最初のページが全て300ページ以上になっている。
単行本におけるエピソード
第1巻
タイトル表記を『GIRL FRIENDS』の森永みるく、カバー表イラストを『委員長お手をどうぞ』の山名沢湖、カバー裏イラストを『ぎゃるかん』『こぎゃるかん』の倉上淳士、表表紙イラストを『妄想少女オタク系』の紺條夏生、裏表紙イラストを『アリーナ!』のミキマキが担当したがそれぞれ適当な落書き風の異様な体裁となっている。本誌広告や帯書きなどには「夢のコラボ実現!」とうたわれている。これについて本誌2006年3月号の単行本広告（ペンで殴り書きした様な体裁のもの）では、「友美イチロウが面倒くさがったので、頼んで描いてもらった」旨が述べられている。第1巻にはこれら漫画家によるコメントも収録されている。『みーたんの本』によればこうした装丁となることは著者には予め通知されず、とらのあなのホームページで知ったという。また同巻には、2006年5月号に掲載された“作画：みーたん”の漫画『みーたん様がみてる』も収録されている。加えて単行本第1巻では通常カバーと分離される帯がカバーそのものの模様となっており、裏面には通常「『コミックハイ』（毎号22日発売）にて大好評連載中!!」と記載されるコメントも「～大不評連載中!!」とされている。同巻は2007年3月25日付朝日新聞（日曜版）「コミックガイド」にて紹介された。
第2巻
カバー表紙は『こどものじかん』の私屋カヲルが担当した。本誌2008年4月号の同巻広告によると、これは私屋が公式ブログ2007年3月4日付にて本作前巻の企画に参加したかった旨を記載したことを受けてのものという。今回は『こどものじかん』単行本第1巻を模した構図になり、タイトルの書体も同作品とそっくりの紛らわしい装丁になっておりこの点について『コミックハイ!』本誌広告でも注意書きが為されている。なおカバー裏表紙は友美自身によるイラストだが、位置を上にずらしてキャラクターの顔がISBN表記などによって隠される配置となっている。また通常は『コミックハイ!』作品単行本帯書きに表記される本誌広告は帯そのものには無く、カバーを外すことにより現われる仕組みになっている。
『みーたんの本』
著者の友美によるこの漫画のセルフパロディ同人誌。R-15指定（15歳未満閲覧制限）で、全38ページ。2007年夏のコミックマーケットにて出品される予定であったが、実際には同年冬（「最々終回」が宣言された本誌発売の10日後に開催された即売会）に出品された。著者代理的立場の新人に対し作品執筆における裏話的内容をみーたんが毒舌で語る内容などがあり、付録として単行本第1巻用差し替えカバーが収録されている。

## 書誌情報
- 『コミックハイ!』2005年5月号～2009年5月号
  - 2005年9月号と2006年9月号で休載。後者の休載理由は「作者コミケ参加のため」。それに先駆け2006年8月号では通常の倍である16ページを掲載した。

### 単行本
※双葉社「アクションコミックス コミックハイ!シリーズ」。これは双葉社公式サイトの表記で実物の本には「Action Comics COMIC HIGH'S BRAND」（アクションコミックス コミックハイブランド）と表記して刊行されている。
1. 2007年3月12日発売 ISBN 9784575940763
2. 2008年4月12日発売 ISBN 9784575941548